# Amblystegium xerophilum
Amblystegium xerophilum là một loài rêu trong họ Amblystegiaceae. Loài này được Warnst. mô tả khoa học đầu tiên năm 1906.